# Dicranomyia (Dicranomyia) candidella
Dicranomyia (Dicranomyia) candidella is een tweevleugelige uit de familie steltmuggen (Limoniidae). De soort komt voor in het Oriëntaals gebied.